# Света Богородица Влахернска (Нивици)
„Света Богородица Влахернска“ (на гръцки: Βραχογραφία Παναγίας Βλαχερνίτισσας, Βραχογραφία Παναγίας των Βλαχερνών) е забележителна средновековна скална живописна композиция от XV век край село Нивици (Псарадес), Егейска Македония, Гърция.

## Местоположение
Стенописът е на скала, на западния бряг на Нивишкия залив на Големото Преспанско езеро, северозападно от Нивици.

## Описание
Сред фрагментарните останки от малък скит, в плитка ниша в скалата, е запазена иконата на Света Богородица, която принадлежи към типа Влахернитиса или Влахернска - молитвена поза, с Иисус на ръце в бюст и в слава. Над нишата има запазен гръцки надпис, който гласи, че иконата е дарение от Арменка и съпруга ѝ в 1456 година.